# 青要山镇
曹村乡，是中华人民共和国河南省洛陽市新安县下辖的一个乡镇级行政单位。

## 行政区划
曹村乡下辖以下地区：
曹村、纸房村、下村、圪塔村、小沟村、山查村、老庄岭村、田岭村、山碧村、仓田村、田园村、岸上村、城崖地村、大扒村、前河村、黄北岭村、石板岭村、庙岭村、马尾岭村、袁山村、小寨岭村、北庄村和二玉村。